# C16 (Namibië)
De C16 is een secundaire weg in het zuidoosten van Namibië. De weg loopt van Keetmanshoop via Aroab naar de grens met Zuid-Afrika bij Klein Menasse. In Zuid-Afrika loopt de weg verder als R31 naar Rietfontein en Kuruman. In Keetmanshoop sluit de weg aan op de B1 naar Windhoek en Kaapstad en op de B4 naar Lüderitz.
De C16 is 199 kilometer lang en loopt door de regio !Karas.